# خيسوس مونتيرو
خيسوس مونتيرو (بالإسبانية: Jesús Montero)‏ هو لاعب كرة قاعدة فنزويلي، ولد في 28 نوفمبر 1989 في غواكارا ‏ في فنزويلا.

## وصلات خارجية
- خيسوس مونتيرو على موقع دوري كرة القاعدة الرئيسي (الإنجليزية)
- خيسوس مونتيرو على موقعبيزبول رفرنس.كوم (الدوري الرئيسي) (الإنجليزية)
- خيسوس مونتيرو على موقعبيزبول رفرنس.كوم (الدوري الثانوي) (الإنجليزية)
- خيسوس مونتيرو على موقع إي إس بي إن.كوم (أم.أل.بي) (الإنجليزية)
- خيسوس مونتيرو على موقع مشجعي الرسوم البيانية (الإنجليزية)